# باربرا (مدينة)
باربرا Barbara مدينة في مقاطعة أنكونا في إقليم ماركي الإيطالي، تقع على بعد 40 كم غرب مدينة أنكونا. تبلغ مساحتها 10 كم مربع، وبلغ سكانها 1,484 نسمة حسب تعداد عام 2004.

## السكان
في سنة 1861 بلغ عدد السكان 1٬292 نسمة، وتطور العدد ليصل في سنة 2011 لـ 1٬408 نسمة.
يظهر هذا المخطط البياني تطور النمو السكاني لـ باربرا (مدينة)